# Pialea lomata
Pialea lomata är en tvåvingeart som beskrevs av Wilhelm Ferdinand Erichson 1840. Pialea lomata ingår i släktet Pialea och familjen kulflugor. Inga underarter finns listade i Catalogue of Life.